# U-Bahn-Linie U9 (Berlin)
| Strecke der U-Bahn-Linie U9 (Berlin) |                                             |                               |                               |
| Streckenlänge: | 12,5 km                                     |                               |                               |
| Spurweite: | 1435 mm (Normalspur)                        |                               |                               |
| Stromsystem: | untenbestrichene Seitenstromschiene 750 V = |                               |                               |
| |                                             |                               |                               |
| \| \| \| Kehranlage Osloer Straße \| \| \| \| 0,0 \| Osloer Straße (Olo) \| Osloer Straße (Olo) \| \| \| \| nach Strecke D (U8) \| \| \| \| 0,7 \| Nauener Platz (Np) \| Nauener Platz (Np) \| \| \| \| nach Strecke C (U6) \| \| \| \| 1,6 \| Leopoldplatz (Lpu) \| Leopoldplatz (Lpu) \| \| \| 2,3 \| Amrumer Straße (Am) \| Amrumer Straße (Am) \| \| \| 3,1 \| Westhafen (WF) \| Westhafen (WF) \| \| \| 3,7 \| Birkenstraße (Bi) \| Birkenstraße (Bi) \| \| \| 4,3 \| Turmstraße (Tm) \| Turmstraße (Tm) \| \| \| 5,3 \| Hansaplatz (Ha) \| Hansaplatz (Ha) \| \| \| \| \| \| \| \| 6,7 \| Zoologischer Garten (Zu) \| Zoologischer Garten (Zu) \| \| \| \| \| \| \| \| 7,1 \| Kurfürstendamm (Kfu) \| Kurfürstendamm (Kfu) \| \| \| 7,8 \| Spichernstraße (Snu) \| Spichernstraße (Snu) \| \| \| 8,4 \| Güntzelstraße (Gt) \| Güntzelstraße (Gt) \| \| \| \| nach Strecke H (U7) \| \| \| \| 8,9 \| Berliner Straße (Beo) \| Berliner Straße (Beo) \| \| \| 10,0 \| Bundesplatz (Bd) \| Bundesplatz (Bd) \| \| \| 10,6 \| Friedrich-Wilhelm-Platz (Fw) \| Friedrich-Wilhelm-Platz (Fw) \| \| \| 11,3 \| Walther-Schreiber-Platz (Wsg) \| Walther-Schreiber-Platz (Wsg) \| \| \| 12,0 \| Schloßstraße (Slu/Slo) \| Schloßstraße (Slu/Slo) \| \| \| 12,5 \| Rathaus Steglitz (Rzu) \| Rathaus Steglitz (Rzu) \| \| \| \| Kehranlage Rathaus Steglitz \| \| |                                             |                               |                               |
| |                                             | Kehranlage Osloer Straße      |                               |
| U-Bahn-Bahnhof (im Tunnel) | 0,0                                         | Osloer Straße (Olo)           | Osloer Straße (Olo)           |
| U-Bahn-Abzweig geradeaus und von rechts (im Tunnel) |                                             | nach Strecke D (U8)           | nach Strecke D (U8)           |
| U-Bahn-Haltepunkt / Haltestelle (im Tunnel) | 0,7                                         | Nauener Platz (Np)            | Nauener Platz (Np)            |
| U-Bahn-Abzweig geradeaus und nach rechts (im Tunnel) |                                             | nach Strecke C (U6)           | nach Strecke C (U6)           |
| U-Bahn-Bahnhof (im Tunnel) | 1,6                                         | Leopoldplatz (Lpu)            | Leopoldplatz (Lpu)            |
| U-Bahn-Haltepunkt / Haltestelle (im Tunnel) | 2,3                                         | Amrumer Straße (Am)           | Amrumer Straße (Am)           |
| U-Bahn-Haltepunkt / Haltestelle (im Tunnel) | 3,1                                         | Westhafen (WF)                | Westhafen (WF)                |
| U-Bahn-Haltepunkt / Haltestelle (im Tunnel) | 3,7                                         | Birkenstraße (Bi)             | Birkenstraße (Bi)             |
| U-Bahn-Haltepunkt / Haltestelle (im Tunnel) | 4,3                                         | Turmstraße (Tm)               | Turmstraße (Tm)               |
| U-Bahn-Haltepunkt / Haltestelle (im Tunnel) | 5,3                                         | Hansaplatz (Ha)               | Hansaplatz (Ha)               |
| |                                             |                               |                               |
| U-Bahn-Bahnhof (im Tunnel) | 6,7                                         | Zoologischer Garten (Zu)      | Zoologischer Garten (Zu)      |
| |                                             |                               |                               |
| U-Bahn-Haltepunkt / Haltestelle (im Tunnel) | 7,1                                         | Kurfürstendamm (Kfu)          | Kurfürstendamm (Kfu)          |
| U-Bahn-Haltepunkt / Haltestelle (im Tunnel) | 7,8                                         | Spichernstraße (Snu)          | Spichernstraße (Snu)          |
| U-Bahn-Bahnhof (im Tunnel) | 8,4                                         | Güntzelstraße (Gt)            | Güntzelstraße (Gt)            |
| U-Bahn-Abzweig geradeaus und nach rechts (im Tunnel) |                                             | nach Strecke H (U7)           | nach Strecke H (U7)           |
| U-Bahn-Haltepunkt / Haltestelle (im Tunnel) | 8,9                                         | Berliner Straße (Beo)         | Berliner Straße (Beo)         |
| U-Bahn-Haltepunkt / Haltestelle (im Tunnel) | 10,0                                        | Bundesplatz (Bd)              | Bundesplatz (Bd)              |
| U-Bahn-Haltepunkt / Haltestelle (im Tunnel) | 10,6                                        | Friedrich-Wilhelm-Platz (Fw)  | Friedrich-Wilhelm-Platz (Fw)  |
| U-Bahn-Bahnhof (im Tunnel) | 11,3                                        | Walther-Schreiber-Platz (Wsg) | Walther-Schreiber-Platz (Wsg) |
| U-Bahn-Haltepunkt / Haltestelle (im Tunnel) | 12,0                                        | Schloßstraße (Slu/Slo)        | Schloßstraße (Slu/Slo)        |
| U-Bahn-Bahnhof (im Tunnel) | 12,5                                        | Rathaus Steglitz (Rzu)        | Rathaus Steglitz (Rzu)        |
| |                                             | Kehranlage Rathaus Steglitz   |                               |

Die Linie U9 der Berliner U-Bahn hat 18 Stationen und ist 12,5 Kilometer lang. Die Großprofil-Linie verläuft in Nord-Süd-Richtung und verbindet Gesundbrunnen und den Wedding mit dem westlichen Zentrum (Bahnhof Zoo, Kurfürstendamm) und Steglitz. Die durchschnittliche Fahrtzeit beträgt 23 Minuten.

## Linienkennfarbe und Bezeichnungen
Schon mit dem Bau erhielt die damals noch mit dem Buchstaben ‚G‘ benannte Linie die Kennfarbe Orange. Als im Jahr 1966 die Linienkennzeichnungen auf Ziffern umgestellt wurden, erhielt sie die Nummer ‚9‘. 1984 kam schließlich zur besseren Unterscheidung zwischen U- und S-Bahn noch das ‚U‘ davor.

## Verlauf
Die Trasse der U9 verläuft auf gesamter Länge im Untergrund. Sie beginnt im Norden an der Osloer Straße im Ortsteil Gesundbrunnen und verläuft zunächst unter der Schul- bzw. ab Leopoldplatz unter der Luxemburger Straße. Darauf folgt die Linie der Föhrer Straße und unterquert an der Putlitzbrücke die Ringbahn. Nun führt die U-Bahn unter der Wilhelmshavener Straße und unterquert wenige Meter hinter dem Bahnhof Turmstraße zunächst die Spree und weiter südlich nach dem Hansaplatz den Tiergarten. Darauf kreuzt die Strecke die Stadtbahn und erreicht den Bahnhof Zoologischer Garten. Nach der Kreuzung des Kurfürstendamms fährt die U9 geradewegs unter der Joachimsthaler Straße und der Bundesallee. Am Walther-Schreiber-Platz vereinigen sich die Rheinstraße und die Bundesallee zur Schloßstraße. Dieser folgt die U9 bis zu ihrem jetzigen südlichen Endbahnhof Rathaus Steglitz.

## Geschichte

### Erster Bauabschnitt

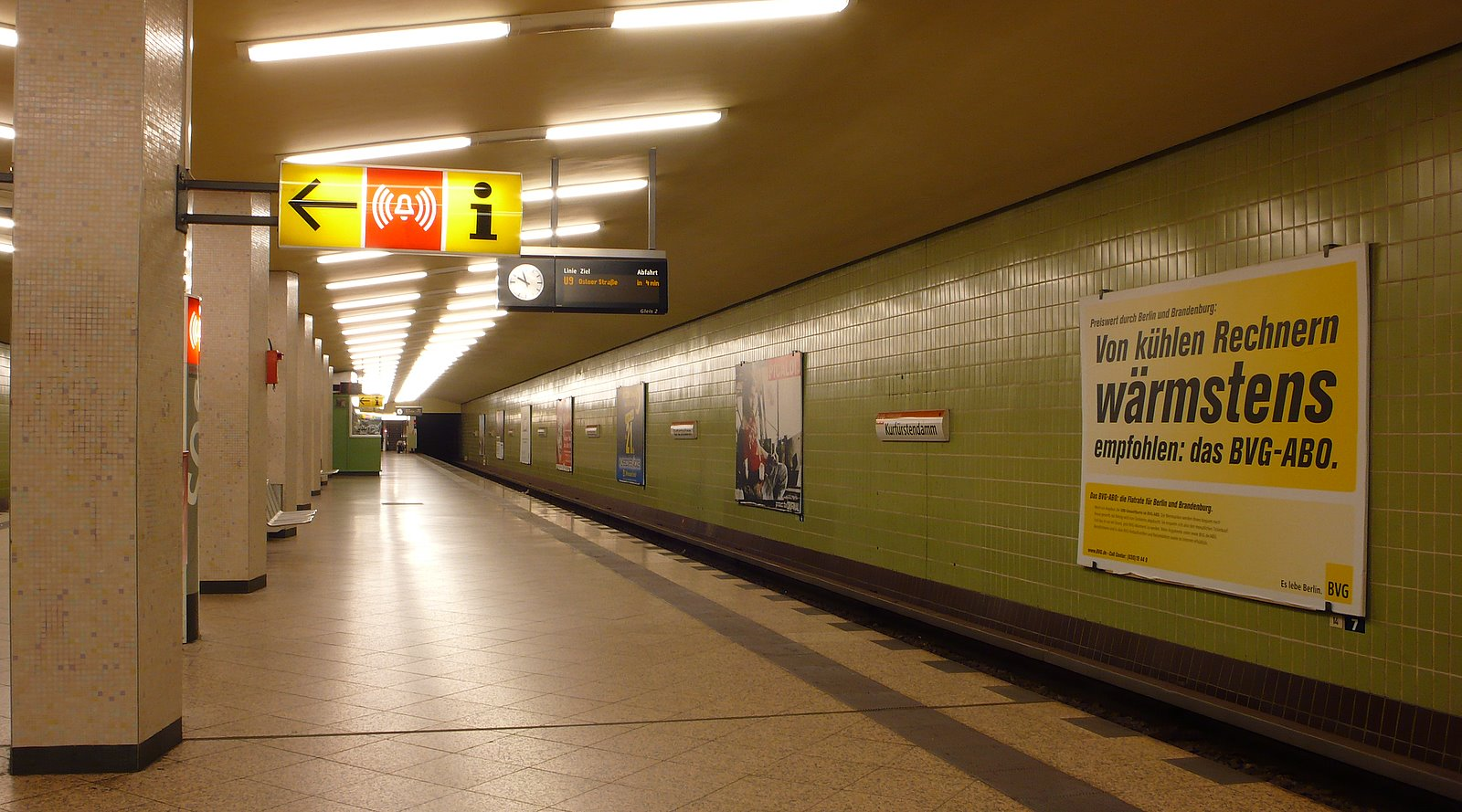
U-Bahnhof Kurfürstendamm

Nach Beginn der Teilung Berlins im Jahr 1948 bevorzugten die West-Berliner Busse und Straßenbahnen, die den Ostsektor umfuhren. Außerdem brauchten die bevölkerungsreichen damaligen Bezirke Steglitz, Wedding und Reinickendorf eine Schnellbahnverbindung zum westlichen Berliner Zentrum südlich des Zoologischen Gartens. Diese Verkehrsbedürfnisse konnten jedoch nicht mit Streckenverlängerungen erfüllt werden, sodass eine neue U-Bahnlinie nötig war. Deshalb konzipierte man im Rahmen des 200-Kilometer-Plans von 1955, nach dem damals geltenden Buchstabenkonzept, die Linie G (heute: U9). Sie sollte von der Osloer Straße über das Weddinger Zentrum am Leopoldplatz, das Moabiter Zentrum an der Turmstraße, das westliche Zentrum mit Zoo und Kurfürstendamm, die Bundesallee und der Schloßstraße zum Rathaus Steglitz geführt werden. Diese Linie war – nach den Linien C (heute: U6) und D (heute: U8) – die dritte Nord-Süd-Linie.
Der erste Rammschlag für den Bau der neuen Linie erfolgte am 23. Juni 1955 im Tiergarten. Der Streckenverlauf wies einige Probleme auf. Man musste vier U-Bahn-Linien (heutige Linien U1, U2, U3 und U6), zwei S-Bahn-Strecken (Ring- und Stadtbahn) sowie drei Wasserläufe (Spree, Landwehrkanal und Berlin-Spandauer Schifffahrtskanal) unterqueren.

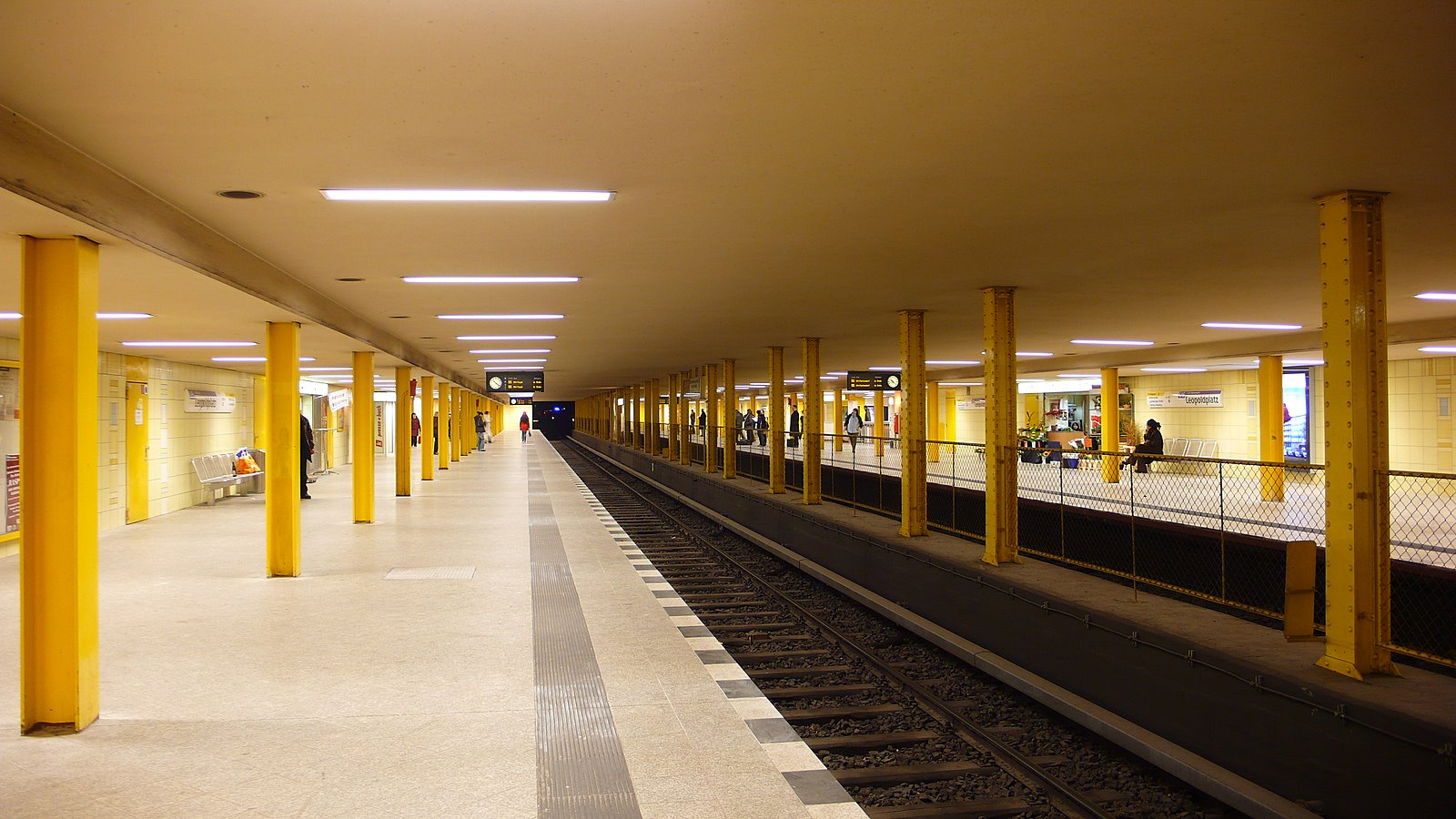
Die neu errichteten Seitenbahnsteige der Linie C, heute U6

So fuhren an der zukünftigen Endstation Leopoldplatz 1960 die Züge der bestehenden Linie C für sechs Monate ohne Halt durch. Während dieser Zeit wurden der alte Mittelbahnsteig abgerissen und zwei Seitenbahnsteige für die Linie C erbaut, für die neue Linie G erbaute man direkt darunter einen neuen breiten Mittelbahnsteig. Außerdem wurde gleichzeitig ein Betriebsgleis zur Haupt- und Betriebswerkstatt Seestraße errichtet. Südlich des Leopoldplatzes folgt die Strecke der Luxemburger und Putlitzstraße. Hier waren der Berlin-Spandauer Schifffahrtskanal, die Ringbahn und ein massiver Häuserblock zu unterqueren.
Über dem U-Bahnhof Amrumer Straße wurde der Einbau eines Straßentunnels durch Verstärkungen der Stützen und Decke am südlichen Bahnsteigende vorbereitet. Die Amrumer/Torfstraße sollte die Luxemburger/Föhrer Straße unterqueren. Dies gehörte zum Ausbau des „Inneren Stadtrings“. Deshalb liegt der Bahnsteig des U-Bahnhofs rund zehn Meter unter dem Straßenniveau.
Die nächste große Herausforderung war das Unterqueren des westlichen Berliner Zentrums um die Kaiser-Wilhelm-Gedächtniskirche, den Kurfürstendamm und den Bahnhof Zoo. Hier mussten kurz hintereinander zwei bestehende Kleinprofil-Linien gekreuzt werden. Die Unterfahrung der stark genutzten U-Bahn-Strecke Richtung Ruhleben musste so ausgeführt werden, dass deren Betrieb auf keinen Fall länger unterbrochen wurde. Am Kurfürstendamm, wo sich bereits die heutige U1 bis zur Endhaltestelle Uhlandstraße befand, war der Tunnelbau zur Unterfahrung einfacher. Dazu legte man diese Kleinprofil-Linie vorübergehend still und erbaute an der Kreuzung Joachimsthaler Straße/Kurfürstendamm einen neuen Turmbahnhof.
Dies wiederholte sich an der Spichernstraße, dem vorgesehenen neuen Endpunkt der Linie G. Da es an der Kreuzung mit der heutigen U3 an der Spichernstraße/Bundesallee noch keinen Bahnhof gab, wurde ein neuer erbaut. Der nahegelegene Bahnhof Nürnberger Platz an dieser Kleinprofil-Linie wurde daraufhin geschlossen. Der Abstand von 1106 m zwischen den Stationen Wittenbergplatz und Spichernstraße war jedoch nicht akzeptabel, sodass eine neue Station Augsburger Straße eingefügt wurde. Bei den neuen Kleinprofil-Bahnhöfen wollte man den Eingriff in die vorhandene Substanz so gering wie möglich halten, darum wurden diese Stationen mit Seitenbahnsteigen ausgestattet. Sie wurden am 2. Juni 1959 (Spichernstraße) bzw. am 8. Mai 1961 (Augsburger Straße) eröffnet.
Alle neu erbauten Stationen orientierten sich am Vorbild des bisherigen Architekten Alfred Grenanders. Sie folgten dem Stil der Moderne, der vom damaligen U-Bahn-Architekten Bruno Grimmek umgesetzt wurde.
Folgende Bahnhöfe wurden für die neue Linie G gebaut:
- Leopoldplatz (heute: U6)
- Amrumer Straße
- Putlitzstraße (heute: Westhafen; S-Bahn /Ringbahn)
- Birkenstraße
- Turmstraße
- Hansaplatz
- Zoologischer Garten (heute: U2; S-Bahn /Stadtbahn)
- Kurfürstendamm (heute: U1)
- Spichernstraße (heute: U3)

außerdem diese Bahnhöfe an den bestehenden Kleinprofil-Linien:
- Kurfürstendamm
- Augsburger Straße
- Spichernstraße

Die Linie G sollte am 2. September 1961 in Betrieb genommen werden. Doch bereits am 13. August sperrte die DDR-Regierung die Sektorengrenze und errichtete die Berliner Mauer. Da zeigte sich bereits, wie nötig diese neue U-Bahn-Strecke war, sodass man den Eröffnungstermin auf den 28. August 1961 vorverlegte.

### Zweite Etappe
Am 29. Januar 1971 wurde eine der bisher längsten U-Bahn-Verlängerungen verwirklicht. Die Linie 7 führte nun von der Möckernbrücke bis zum Fehrbelliner Platz, die Linie 9 von der Spichernstraße bis zum Walther-Schreiber-Platz. Neun Kilometer Strecke mit elf neuen Stationen gingen an diesem Tag in Betrieb. Bei beiden Neubaustrecken war der erste Spatenstich am 1. Juli 1962. Damit erhielten die Steglitzer und Neuköllner eine schnelle Verbindung in das westliche Zentrum und mussten nicht mehr die Busse in Anspruch nehmen.

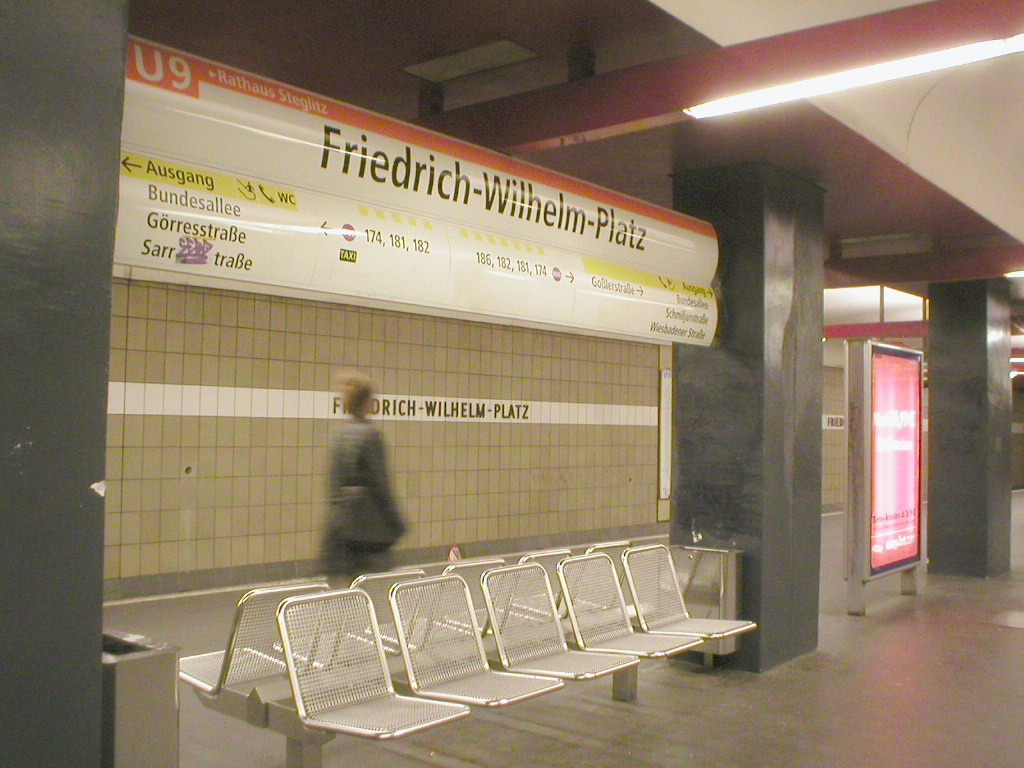
U-Bahnhof Friedrich-Wilhelm-Platz

Die Strecke der U9 folgt vom bisherigen Endbahnhof Spichernstraße der Bundesallee und kreuzt dabei die Linie U7 am Bahnhof Berliner Straße. Der untere Bahnsteig ist ein Mittelbahnsteig, die Linie U9 verfügt hier allerdings über Seitenbahnsteige. Dies allerdings nicht im üblichen Sinne: An einem Seitenbahnsteig steigt man – in Fahrtrichtung gesehen – normalerweise auf der rechten Seite aus, am Bahnhof Berliner Straße jedoch auf der linken Seite. Man könnte die Bahnsteige somit auch als auseinander gelegte Mittelbahnsteige sehen. Nur ein Gang am nördlichen Ende beider Bahnsteige verbindet diese miteinander. Diese Baumaßnahme war notwendig, weil mit dem U-Bahn-Bau auch ein Straßentunnel zwischen den beiden Seitenbahnsteigen errichtet wurde.
Ähnlich wie am Bahnhof Berliner Straße umschließt auch der damals neu erbaute Bahnhof Bundesplatz einen Straßentunnel, weshalb auch hier kein Mittelbahnsteig errichtet werden konnte. Die Gleise trennen sich kurz vor dem Bahnhof zur Umfahrung des Tunnels und erhielten dort zwei Seitenbahnsteige. An dieser Stelle besteht eine Umsteigemöglichkeit zur S-Bahn, die bis zum S-Bahner-Streik von 1980 und seit Ende 1993 wieder genutzt werden kann.
Den vorläufigen Abschluss fand die Linie U9 am Walther-Schreiber-Platz. Erst 1974 wurde hier weiter Richtung Süden gebaut.
Alle errichteten Bahnhöfe wurden von Rainer G. Rümmler ausgestaltet. Dabei verwendete dieser aber, statt wie bisher Keramikfliesen, großformatige bunte Eternitplatten, so zum Beispiel am Bahnhof Walther-Schreiber-Platz. Auch sollten durch die Farbgestaltung immer neue Assoziationen geweckt werden. Am Bahnhof Berliner Straße sollen die Farben Weiß und Rot an das Berliner Landeswappen erinnern, an der Station Eisenacher Straße der Linie U7 die grünen Flächen an den Thüringer Wald bei Eisenach.

### Endausbau der Linie

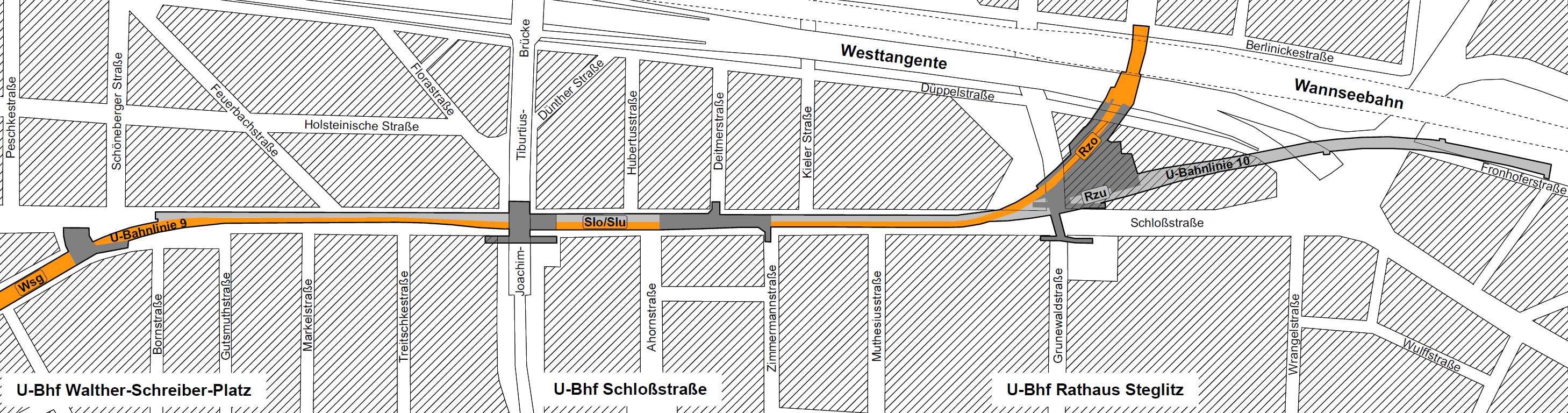
Gemeinschaftsbauwerk der Linien U9 und U10 in der Schloßstraße

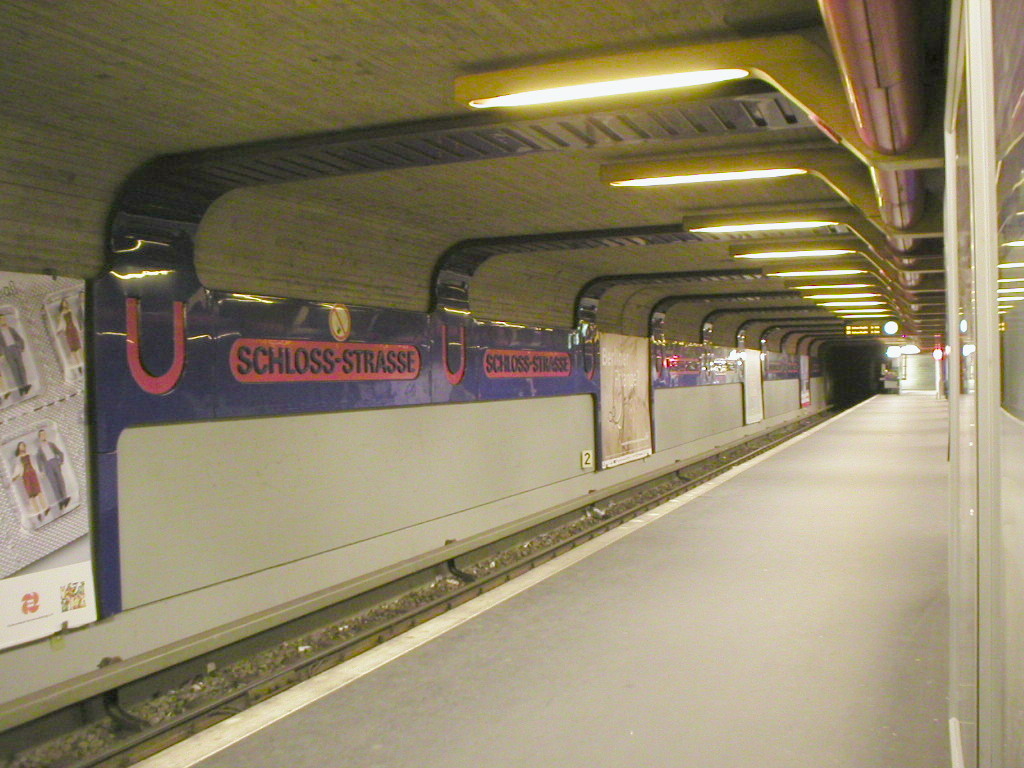
Im U-Bahnhof Schloßstraße dominieren Beton und farbige Gestaltungselemente

Während die Linie U9 ab 1971 bis zum Walther-Schreiber-Platz fuhr, waren die Bauarbeiten in Richtung Süden in vollem Gange. An der Kreuzung Bundesallee/Rheinstraße verbinden sich die zwei Straßen zur Schloßstraße. Hier sollte nach dem 200-Kilometer-Plan die U10 auf die U9 treffen. Aufgrund der beengten Platzverhältnisse in der Schloßstraße wurden die beiden Richtungsbahnsteige übereinander auf verschiedene Ebenen gelegt.
Zwischen Walther-Schreiber-Platz und der Station Schloßstraße wechselt die U9 auf die Tunnelstrecke der U10. Im Bahnhof Schloßstraße selbst liegen die Gleise Richtung Norden auf der oberen, in Richtung Rathaus Steglitz auf der unteren Ebene, die genutzten jedoch an der östlichen Bahnsteigkante, auf der eigentlich die U10 fahren sollte. Die jeweils westliche Bahnsteigkante ist durch einen Gitterzaun vom Fahrgastverkehr getrennt. Im Gleistrog sind ungenutzte Gleise ohne Stromschiene verlegt. Bis heute hängt dort das Schild „Kein Zugverkehr“. Durch diese enorme Bauvorleistung stiegen die Kosten für einen Meter U-Bahn-Strecke exorbitant auf 78.000 Mark (kaufkraftbereinigt in heutiger Währung: rund 125.000 Euro).
Hinter dem Bahnhof Schloßstraße endet die U9 am Bahnhof Rathaus Steglitz. Die Trassen von U9 und U10 trennen sich hier wieder. Beide Linien sollten in Steglitz an getrennten Bahnhöfen halten, die von Schloßstraße aus betrachtet ein sich öffnendes ‚V‘ bilden würden. Der eigentlich für die U9 vorgesehene Bahnhofsteil (Rzo) ist mit Seitenbahnsteigen ausgestattet, liegt in der Minus-1-Ebene, ist bis heute nur im Rohbau fertiggestellt und wird abgesperrt als Lagerraum für den Katastrophenschutz benutzt. Durch die zeitweise geöffnete Tür am Verbindungsgang zum S-Bahnhof konnte man Feldbetten sehen. Betrieben wird für die U9 stattdessen der für die U10 geplante Bahnhofsteil (Rzu) in der Minus-2-Ebene.

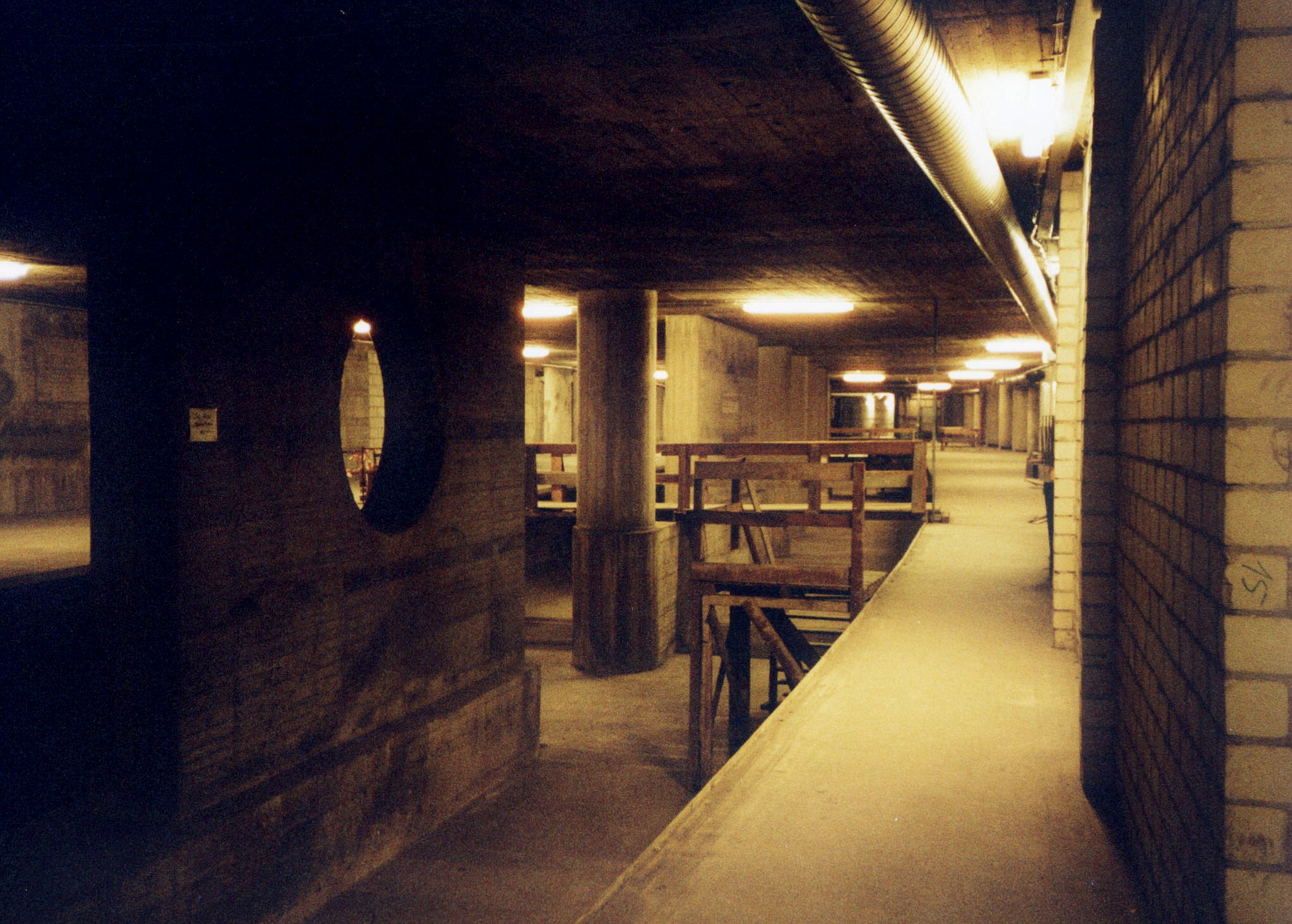
Rohbau des zweiten Bahnhofsteils am Rathaus Steglitz: Dies ist die eigentlich für die U9 vorgesehene Station

Hintergrund für diese Betriebsführung ist die Kreuzung von geplanter U9-Trasse und Wannseebahn unmittelbar südlich des Bahnhofs. In den 1970er Jahren war es nicht möglich, in den Verhandlungen über die Unterfahrungsrechte der Bahntrasse mit der Deutschen Reichsbahn, die hier den Bahnhof Steglitz betrieb, zu einer Einigung zu kommen. So konnte die Kehranlage, die die BVG hinter dem Bahnhof für nötig erachtete, nicht angelegt werden. Bei der weiter westlich verlaufenden U10 gab es dieses Problem nicht, weshalb die U9 über die U10-Trasse geführt und mit einer Kehranlage versehen wurde.
Als im Januar 1984 die Betriebsrechte für die S-Bahn in West-Berlin an die BVG übergingen, bot sich die Chance, die S-Bahn zu unterfahren, ohne erneute problematische Verhandlungen mit der Reichsbahn riskieren zu müssen. Da dieser Zustand aus der Sicht von 1984 nur für zehn Jahre garantiert war (so lang war die Vertragslaufzeit), wurde Mitte der 1980er Jahre der funktionslose Tunnel unter dem Bahndamm hindurch verlängert. Eine Kehranlage oder wenigstens einen Teil davon baute man auch in dieses Stück nicht ein – das sollte erst in einem weiteren Tunnelabschnitt geschehen.
Diese aus heutiger Sicht kurios anmutenden Umstände haben dazu geführt, dass die Umsteigewege zwischen U9 und der S-Bahn-Linie S1 relativ lang sind. Vom U-Bahnsteig aus kann man auch heute noch zu zahlreichen Buslinien umsteigen, die in einem extra erbauten Busbahnhof im Erdgeschoss des Steglitzer Kreisels halten.
Der Bahnhof Schloßstraße wurde ausnahmsweise nicht von Rainer G. Rümmler, sondern vom Architektenbüro Schüler & Witte entworfen. Die Bahnhofswände wurden recht sparsam mit roten, gelben und blauen Wandelementen ausgestaltet. Es dominiert jedoch der Sichtbeton. Der Bahnhof Rathaus Steglitz erhielt dagegen wieder eine typische Gestaltung Rainer Rümmlers. Es wurden riesige weiße und rote Wandelemente angebracht, außerdem versah man diese noch mit großen, silbrigen Lettern, die den Stationsnamen bilden. Die Neubaustrecke ist 1,6 km lang und wurde am 30. September 1974 eröffnet.
Bis heute wird über eine Verlängerung der U9 in Richtung Lankwitz nachgedacht. Der 200-Kilometer-Plan sah eine Verlängerung bis den Bereich Waldsassener Straße einschließlich anschließendem Betriebswerk vor. Die geplante Trasse wird weiterhin freigehalten.
Am Nordende der Linie U9 wurde ebenfalls weiter gebaut. Man sah eine Verlängerung der Strecke bis nach Pankow vor. Da dies aber aufgrund der politischen Verhältnisse nicht zu realisieren war, ließ man die U9 nur bis zur Kreuzung Osloer Straße/Schwedenstraße bauen. Es waren zwei neue Bahnhöfe vorgesehen: Nauener Platz und der neue Turmbahnhof Osloer Straße. Bis dahin sollte auch die U8 verlängert werden. Hier ergab sich die Situation, dass dieser Turmbahnhof ohne Rücksicht auf bestehenden U-Bahn-Verkehr erbaut werden konnte. Mitgebaut wurde auch ein großzügiges, helles Verteilergeschoss, in dem sich mehrere Läden und Imbisse befinden.
Der Bahnhof Nauener Platz wurde ähnlich der Station Rathaus Steglitz mit großen Wandelementen und silbernen Lettern ausgestaltet. Hier dominieren die Farben Rot, Weiß und Blau. Dies sollte eine Assoziation an die Machtverhältnisse wecken, denn die Station befindet sich im damaligen Französischen Sektor. Die Strecke vom Leopoldplatz zur Osloer Straße war gut 1 1⁄2 Kilometer lang und wurde am 30. April 1976 eröffnet. Die Verlängerung nach Pankow wurde bis heute nicht begonnen.

## Fahrplan
Die U9 gehörte neben der damaligen U1 zur ersten U-Bahn-Linie, auf der seit dem 6. April 1990 in den Nächten Freitag/Sonnabend und Sonnabend/Sonntag ein durchgehender Nachtverkehr betrieben wurde. Im Gegensatz zu anderen Berliner U-Bahn-Linien gibt es auf dieser Linie keine Verstärker, die die vorhandenen Kehranlagen auf den Zwischenstationen benutzen, jeder Zug fährt bis zum Endbahnhof. Die Umlaufzeit der Züge beträgt 60 Minuten.
| Linie | Mo–Fr (HVZ) (7–10 Uhr und 13–19 Uhr) | Mo–Fr (NVZ) (6–7 Uhr; 10–13 Uhr und 19–20:30 Uhr) | Sa (10–20:30 Uhr) | Sonn- und Feiertag (11:30–17:30 Uhr) | Schwachverkehrszeit (Mo–Fr 4:30–6 Uhr; Mo–Sa ab 20:30 Uhr und So 17:30–1 Uhr/ Sa 5:30–10 Uhr und So 7–11:30 Uhr) | Nacht Fr/Sa und Sa/So sowie in den Nächten vor gesetzlichen Feiertagen (Fr/Sa 1–5:30 Uhr und Sa/So 1–7 Uhr) |
| --- | ------------------------------------ | ------------------------------------------------- | ----------------- | ------------------------------------ | --- | --- |
| Rathaus Steglitz – Osloer Straße | 4 min Sommerferien 5 min             | 5 min                                             | 5 min             | 5 min                                | 10 min | 15 min |
| In den Nächten Fr/Sa und Sa/So fahren die Züge der U9 zwischen Osloer Straße und Rathaus Steglitz von 0:30 bis etwa 4:30 Uhr im 15-Minuten-Takt. In den Nächten So/Mo bis Do/Fr übernimmt die Nachtbuslinie N9 die Aufgaben der U-Bahn, sie bedient die Strecke Osloer Straße – Rathaus Steglitz mit einigen zusätzlichen Haltestellen. |                                      |                                                   |                   |                                      | | |

Eine Absenkung der technisch möglichen Zugfolge von 90 auf 70 Sekunden sollte der Einbau der linienförmigen Zugbeeinflussung LZB 501 ab 1965 im Versuchsbetrieb bzw. ab 1976 im Fahrgastbetrieb ermöglichen; 1993 wurde die LZB allerdings im Fahrgastbetrieb wieder abgeschaltet und blieb noch bis 1998 für Versuchsfahrten genutzt.

## Streckenplanung
| \| \| \| Von Osloer Straße, Zoologischer Garten \| \| \| \| 12,5 \| Rathaus Steglitz (Rzo) \| Rathaus Steglitz (Rzo) \| \| \| \| Filandastraße \| \| \| \| \| Halskestraße \| \| \| \| \| Lankwitz \| \| \| \| \| Lankwitz Kirche \| \| |      |                                        |                                        |
| → Siehe: Senatsverwaltung für Verkehr und Betriebe |      |                                        |                                        |
| U-Bahn-Strecke (im Tunnel) |      | Von Osloer Straße, Zoologischer Garten | Von Osloer Straße, Zoologischer Garten |
| U-Bahn-Bahnhof (im Tunnel) | 12,5 | Rathaus Steglitz (Rzo)                 | Rathaus Steglitz (Rzo)                 |
| ehemaliger U-Bahn-Haltepunkt / Haltestelle (im Tunnel) |      | Filandastraße                          | Filandastraße                          |
| ehemaliger U-Bahn-Haltepunkt / Haltestelle (im Tunnel) |      | Halskestraße                           | Halskestraße                           |
| ehemaliger U-Bahn-Bahnhof (im Tunnel) |      | Lankwitz                               | Lankwitz                               |
| U-Bahn-Kopfbahnhof Streckenende (Strecke außer Betrieb) (im Tunnel) |      | Lankwitz Kirche                        | Lankwitz Kirche                        |

Seit der Fortschreibung des Stadtentwicklungsplans Verkehr im Jahr 2003 sind die Planungen für den Ausbau der U9 nicht mehr Teil der langfristigen ÖPNV-Entwicklungsplanung des Landes Berlin.
Im Süden ist auch heute noch eine Verlängerung bis Lankwitz und sogar weiter bis Lankwitz Kirche vorgesehen. Am S-Bahnhof soll ein Umsteigen zur verlängerten U9 ermöglicht werden. Der 200-Kilometer-Plan sah eine Weiterführung über Gallwitzallee, Tautenburger Straße und Maximilian-Kaller-Straße bis nach Marienfelde, Hildburghauser Straße vor. Vorleistungen sind derart vorhanden, dass Grünflächen für U-Bahn-Eingänge freigehalten werden. Gemäß dem Berliner Flächennutzungsplan 1965 war am Ende der Verlängerung ein Betriebsbahnhof zum Abstellen und Warten der Züge südlich des Lichterfelder Ringes bis zur Waldsassener Straße direkt an der Stadtgrenze geplant. Das Gebiet wurde viele Jahre freigehalten, Ende der 1980er Jahre wurde dort aber der Ersatzstandort der Gustav-Heinemann-Oberschule in Fertigteilbauweise eingerichtet. Die Realisierungschancen einer Verlängerung sind aufgrund der angespannten Haushaltslage des Landes Berlin allerdings gering.
Im Norden der U9 war die Planung einer Verlängerung über S-Bahnhof Wollankstraße bis Pankow Kirche in der Breiten Straße nach dem Bau der Straßenbahn entlang der Seestraße lange Zeit in den Hintergrund geraten. Am Endpunkt hätte ein Umsteigebahnhof mit der ebenfalls bis dorthin zu verlängernden U2 errichtet werden sollen. Im Sommer 2015 wurde zwischen der BVG und der zuständigen Senatsverwaltung ein informelles Gespräch geführt, was wenigstens zu Medienberichten über die Verlängerung mit drei Kilometern an den Bahnhof Pankow Auftrieb gab. Die Pressesprecherin der Senatsverwaltung für Stadtentwicklung, Petra Roland, nannte konkrete Planungen „reine Spekulation“.
Im November 2023 gab Verkehrssenatorin Manja Schreiner (CDU) gegenüber des Berliner Verkehrsausschusses bekannt, dass 2024 eine Machbarkeitsstudie zur Verlängerung der U9 im Norden durchgeführt werden soll. Die Planungen gehen dabei über die bisher in Betracht bezogene Variante hinaus. So steht nicht nur eine Verlängerung bis Pankow Kirche im Raum, sondern eine Weiterführung der Linie über Heinersdorf und Blankenburg bis Karow. Sollten die Pläne verwirklicht werden, dann ist frühestens 2040 mit einer Eröffnung zu rechnen.
Vorteil der Nordverlängerung wäre die Verkürzung der Fahrzeit von Pankow bis Zoologischer Garten und eine Verbindung mit den Anschlüssen in Pankow (U2). Bei einer Weiterführung bis Karow würde man außerdem das aktuell in Planung befindliche Stadtquartier Blankenburger Süden und weitere S-Bahnhöfe anbinden. Nachteilig ist die nötige Trassenführung durch dichte Bebauung und die Unterquerung der S-Bahn-Linie S1, sodass mit einem dreistelligen Millionenbetrag gerechnet wird.

## Eröffnungsdaten
- 28. August 1961: Leopoldplatz – Spichernstraße
- 29. Januar 1971: Spichernstraße – Walther-Schreiber-Platz
- 30. September 1974: Walther-Schreiber-Platz – Rathaus Steglitz
- 30. April 1976: Leopoldplatz – Osloer Straße